# Personifikace
Personifikace (zosobnění, z latiny persona, osoba) je termín více významů.

## Personifikace v literatuře
- je přenos vlastností a jednání živých bytostí a osob na věci a abstraktní pojmy, na přírodní jevy, rostliny, živočichy (např. stromy šeptají; jezera si čtou v mracích; krok za krokem vcházela noc; komáři a mušky tančili v objetí; rozčílený vichr se smál i plakal).[1] [2]
- Personifikace je druhem metafory.[3]

Na stole světlo

boxuje s noční můrou.

A po dvoře chodí vítr

jako chlap.

(Konstantin Biebl, Věrný hlas)
- Podobně definoval personifikaci Isidor ze Sevilly: „Personifikace (řecky prosopeia) spočívá v tom, že se neživým věcem dodává osobnosti a řeči... necháváme mluvit hory a řeky nebo stromy, vtiskujíce osobnost věci, která schopnost mluvit nemá. Personifikace se velmi často užívá jednak v tragédiích, jednak v řečech.“[4]

## Personifikace v alegorii

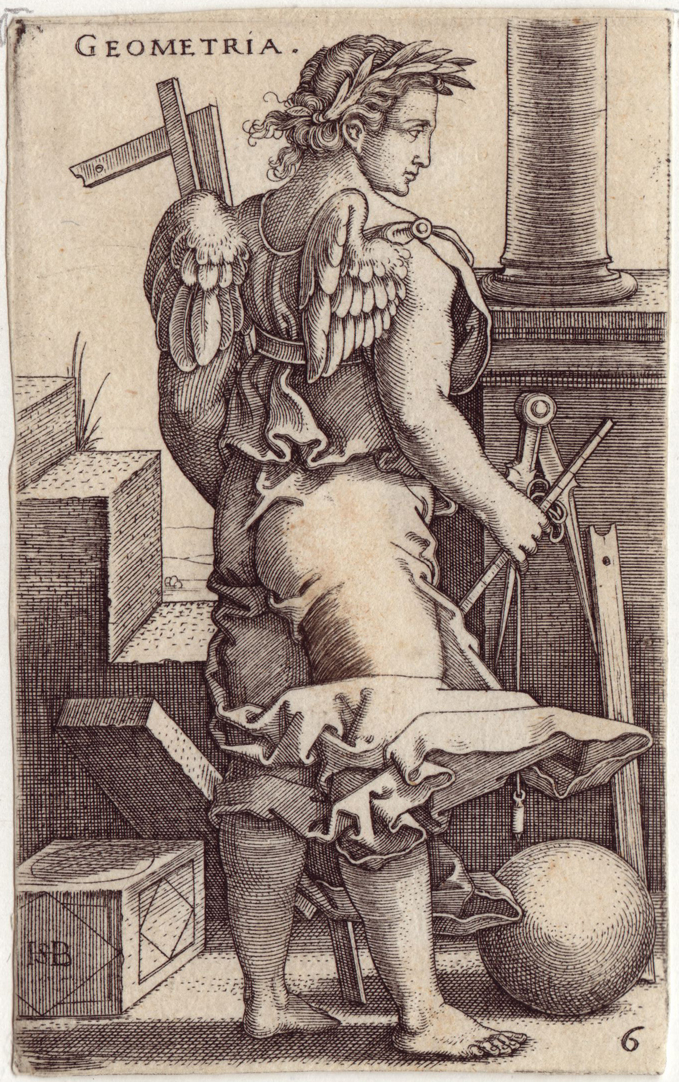
Sebald Beham: Geometrie

Metaforu a personifikaci často používá alegorie.
Ve výtvarném umění je postup personifikace opačný než v literatuře. Obecné jevy, vlastnosti a předměty jsou vyjádřeny živou bytostí, nejčastěji ženou nebo mužem s atributy. V renesančním a barokním umění bylo časté takové zpodobování lidských vlastností, věd, řemesel, přírodních jevů nebo geografických celků.

## Personifikace jako zosobnění
Pojem personifikace je také vykládán jako zosobnění, tj. zvolení určité osoby, jevu, instituce jako typického či velmi výrazného představitele či symbol něčeho. Například nacismus je pro někoho zosobněním zla – představuje pro něho zlo v čiré podobě či je nutně zlem. Takové užití personifikace – jako antropomorfismu – může vycházet ze zcela subjektivních měřítek, tzn. že náhled sdílejí jednotlivci či skupina lidí, nebo může být obecně přijímanou personifikací.
Zosobnění může symbolizovat. Příkladem obecně rozšířené personifikace tohoto typu je zobrazování spravedlnosti jakožto ženy se zavázanýma očima a mečem v jedné a váhami v druhé ruce (i když zde mohou být spory o to, proč má oči zavázané), strýčka Sama coby Americké armády atp.